# فريدريك فينش
فريدريك فينش (بالإنجليزية: Frederick Finch)‏ (12 ديسمبر 1830 في المملكة المتحدة - 5 مايو 1892 في المملكة المتحدة) هو لاعب كريكت بريطاني (وحمل سابقاً جنسية المملكة المتحدة لبريطانيا العظمى وأيرلندا).

## وصلات خارجية
- فريدريك فينش على موقع إي آس بي آن كريك إنفو (الإنجليزية)